# Jean Ausseil
Jean Ausseil (ur. 30 kwietnia 1925 w Vincennes, zm. 4 lutego 2001 w Madrycie) – francuski polityk, szesnasty minister stanu Monako od 16 września 1985 do 16 lutego 1991, ambasador Francji w Urugwaju (od 19 marca 1975 do 15 marca 1978) i Etiopii (1978–1980).